# USS New Mexico (SSN-779)
USS New Mexico (SSN-779) – amerykański okręt podwodny z napędem atomowym typu Virginia.  "New Mexico" należy konstrukcyjnie do drugiej transzy jednostek pierwszej generacji tego typu Batch 1 Block II. Jest to drugi okręt w historii US Navy noszący imię stanu Nowy Meksyk.

## Historia
Zamówienie na budowę szóstej jednostki typu Virginia zostało złożone w stoczni Newport News koncernu Northrop Grumman 14 sierpnia 2003. Rozpoczęcie budowy okrętu miało miejsce 12 kwietnia 2008. Wodowanie nastąpiło 13 grudnia 2008, zaś 27 marca 2010 roku, okręt został oficjalnie przyjęty do służby w United States Navy.